# The Planetary Society

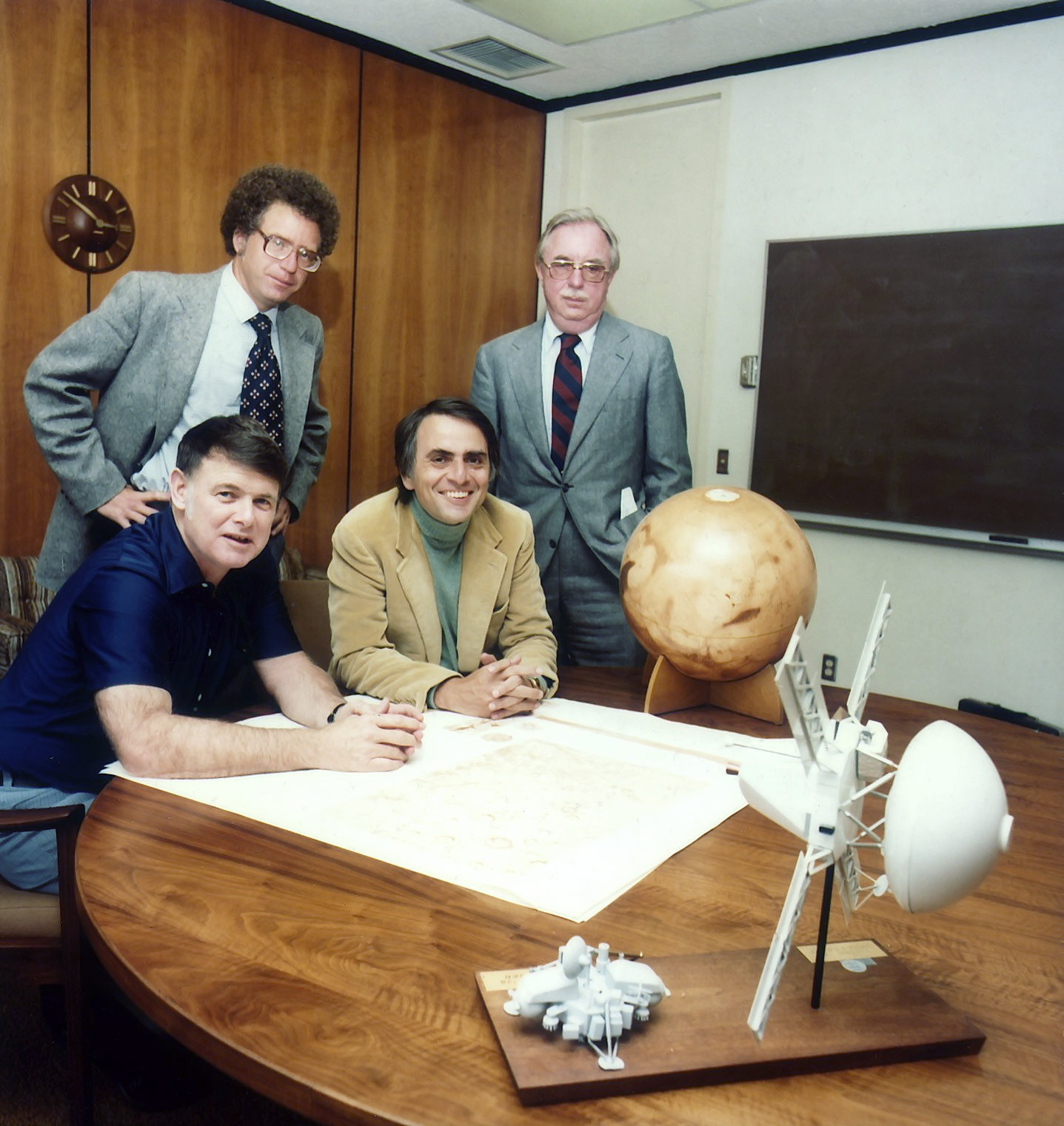
Grundarna av The Planetary Society (Friedman stående till vänster, Murray sittande till vänster och Sagan sittande till höger) tillsammans med Harry Ashmore.

The Planetary Society är en amerikansk ideell organisation. Organisationen är involverade i forskning och tekniska projekt med anknytning till astronomi, planetologi, rymdutforskning samt politisk och allmän opinionsbildning. Den grundades 1980 av Carl Sagan, Bruce Murray och Louis Friedman och har över 50 000 medlemmar från mer än hundra länder runt om i världen.